# 대한한돈협회
대한한돈협회는 한돈산업의 건전한 발전과 한돈농가의 사회적, 경제적 지위향상에 기여함을 목적으로 1978년 12월 19일 설립된 농림수산식품부 소관의 사단법인이다. 
현재 전국에 9개 도협의회와 121개 시군지부를 두고, 전국의 한돈농가 및 한돈산업의 대변자이자 동반자로 활발한 활동을 전개하고 있다. 협회는 2012년 4월 2일부터 명칭을 <대한양돈협회>에서 <대한한돈협회>로 변경했다. 
대한한돈협회라는 새로운 명칭은 협회가 조직되고 회원들이 참여하면서 한돈산업은 급속한 성장과 발전을 거듭함에 따라 한돈생산자 뿐만 아니라 육가공, 유통, 광고, 마케팅, 학계 등 국내 돈육 산업과 관련된 모두가 국산 돼지고기의 새로운 이름인 ‘한돈’이라는 명칭 속에 하나가 되어 발전하자는 의미를 갖고 있다.

## 주요 사업내용
- 한돈분야별 특별위원회 운용 및 정책, 현안문제 대안 제시
- 중장기 한돈산업 생존전략 및 비전 제시
- 가축분뇨 자원화 및 친환경 한돈업 기반 조성
- 돼지 질병 안정화 및 청정화 기여
- 양돈인의 사양관리와 합리적인 경영에 관한 지도 사항
- 우량종돈의 보전과 수입알선 보급 사업
- 종돈검정사업과 검정돈 분양사업
- 양돈생산 기반조성과 생산 및 출하의 조절에 관한 사항
- 양돈산업 관련 국내외 조사·연구·교육·시장개척에 관한 사업
- 정부기관으로부터 위촉받은 사업

## 회원 자격
- 회원 : 50두 이상의 돼지(육성돈은 2두를 1두로 계산)를 사육하는 자로서 본회의 정관을 찬동하는 개인 또는 법인
- 준회원
  - 50두 이하의 양돈업자로서 본회 정관에 찬동하는 자
  - 본회의 취지와 목적에 찬동하며 사회에 덕망 있는 자

## 소재지
서울특별시 서초구 서초중앙로6길 9 제2축산회관 3층